# میشل فریمن
میشل فریمن (انگلیسی: Michelle Freeman؛ زادهٔ ۵ مهٔ ۱۹۶۹) ورزشکار دو و میدانی اهل جامائیکا است.
وی در مسابقات کشوری و بین‌المللی در مجموع برندهٔ ۴ مدال طلا، ۴ مدال برنز شده‌است.